# Il ruscello di Ripasottile
Il ruscello di Ripasottile è un cortometraggio italiano del 1941 diretto da Roberto Rossellini.
Forma insieme a Il tacchino prepotente e a Fantasia sottomarina una trilogia di favole, realizzata dal regista tra il 1939 e il 1941.

## Trama
A monte del ruscello di Ripasottile, si schiudono le uova di alcune trote. La notizie si diffonde tra gli animali del fiume e del bosco. Ma quando anche i lucci ne vengono a conoscenza decidono di risalire il fiume per divorarle. A questo punto tutti gli animali del posto uniscono le forze per fermarli.

## Curiosità
Il film, inizialmente ritenuto perduto, è stato ritrovato parzialmente (228 metri su 314) e casualmente in un cinema abbandonato a Palmi in Calabria.